# Aglais
Aglais, Dalman 1816, är ett artrikt släkte av dagfjärilar inom familjen praktfjärilar (Nymphalidae). Den enda svenska arten är nässelfjäril (Aglais urticae). På Korsika och Sardinien finns underarten A. urticae ichnusa som av vissa urskiljs som den egna arten Aglais ichnusa. 
Övriga arter förekommer utanför Europa. Tre av dessa hittas i Himalaya Aglais kaschmirensis, Aglais ladakensis samt Aglais rizana medan endast en art finns i USA och Kanada, Aglais milberti.
Sentida genetiska studier indikerar på att även A. urticae chinensis och A. urticae kansuensis som båda förekommer i Kina, skulle kunna vara separata arter, snarare än underarter till nässelfjäril.

## Arter

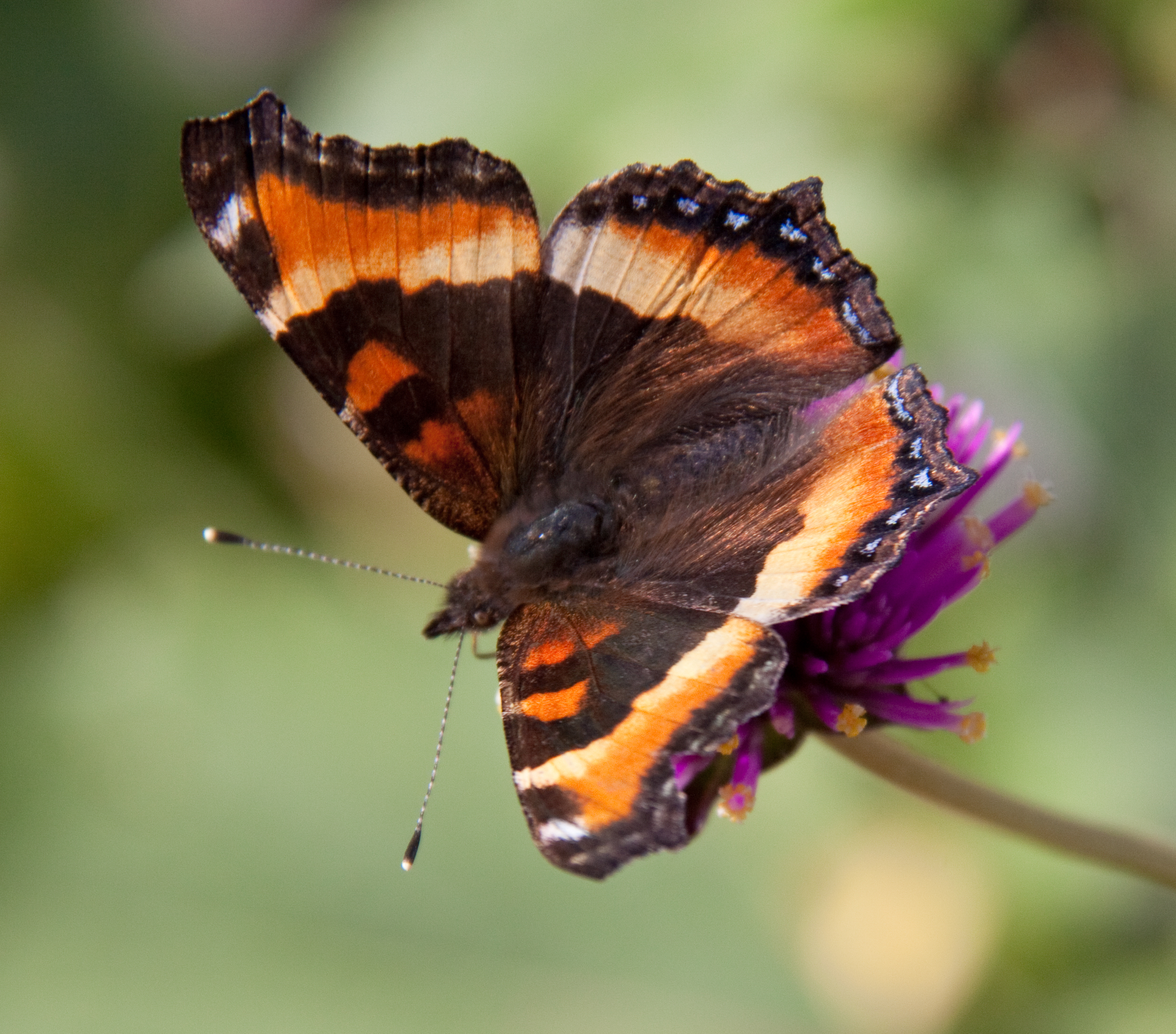
Aglais adumbrata
- Aglais alba
- Aglais albapicata
- Aglais albidomaculata
- Aglais amploides
- Aglais angustibalteata
- Aglais atrebatensis
- Aglais baicalensis
- Aglais basimilberti
- Aglais bellieri
- Aglais bimaculata
- Aglais bolandii
- Aglais brunneoviolacea
- Aglais caerulapicata
- Aglais chinensis
- Aglais clarirufa
- Aglais conjuncta
- Aglais connexa
- Aglais consentanea
- Aglais coreensis
- Aglais costadivisa
- Aglais costajuncta
- Aglais cruenta
- Aglais cuneatiguttata
- Aglais dannenbergi
- Aglais derennei
- Aglais discolor
- Aglais elisa
- Aglais erythrophaea
- Aglais eximia
- Aglais expansa
- Aglais extrema
- Aglais falcoides
- Aglais fasciata
- Aglais fervida
- Aglais flavofasciata
- Aglais flavotessellata
- Aglais fulva
- Aglais fulvomarginata
- Aglais furcillata
- Aglais griseomarginata
- Aglais grueti
- Aglais guhni
- Aglais herrmanni
- Aglais ichnusa
- Aglais ichnusoides
- Aglais ignea
- Aglais igneaformis
- Aglais implumis
- Aglais impuncta
- Aglais infraradiata
- Aglais infuscata
- Aglais ioformis
- Aglais ioprotoformis
- Aglais kaiensis
- Aglais kansuensis
- Aglais kaschmirensis
- Aglais ladakensis
- Aglais latericolor
- Aglais latibalteata
- Aglais leodiensis
- Aglais lucia
- Aglais lucida
- Aglais luna
- Aglais lutea
- Aglais luteomarginata
- Aglais lydiae
- Aglais maculomissa
- Aglais magniguttata
- Aglais magnilunulata
- Aglais magninotata
- Aglais magnipuncta
- Aglais mandschurensis
- Aglais mesoides
- Aglais milberti
- Aglais monographa
- Aglais neurodes
- Aglais nigra
- Aglais nigricaria
- Aglais nigricostata
- Aglais nigridorsata
- Aglais nigrimarginata
- Aglais nigrita
- Aglais nixa
- Aglais nubilata
- Aglais obscura
- Aglais obtusa
- Aglais ochrea
- Aglais osborni
- Aglais parviguttata
- Aglais parvilunulata
- Aglais parvinotata
- Aglais parvipuncta
- Aglais polaris
- Aglais polychloroides
- Aglais pseudichnusa
- Aglais pseudoconnexa
- Aglais pseudoichnusa
- Aglais pseudoturcica
- Aglais punctijuncta
- Aglais pygmaea
- Aglais radiata
- Aglais repetita
- Aglais rizana
- Aglais rosacea
- Aglais rothkei
- Aglais rubrochrea
- Aglais salmonicolor
- Aglais selysi
- Aglais semiichnusoides
- Aglais septentrionalis
- Aglais sordida
- Aglais splendens
- Aglais stotzneri
- Aglais strandi
- Aglais strigata
- Aglais subpallida
- Aglais subtusbrunnescens
- Aglais subtuslactea
- Aglais subtusnigrescens
- Aglais subtusochreabalteata
- Aglais subtusornata
- Aglais subtuspuncta
- Aglais subtusrufa
- Aglais subtusvenata
- Aglais teloides
- Aglais teruelensis
- Aglais testudinea
- Aglais thibetana
- Aglais transiens
- Aglais tripuncta
- Aglais turica
- Aglais unipuncta
- Nässelfjäril
- Aglais urticoides
- Aglais ussuriensis
- Aglais variegata
- Aglais velata
- Aglais victori
- Aglais viola
- Aglais xanthodes
- Aglais xantholeloena

- Aglais milberti